# NGC 6851A
NGC 6851A (NGC 6861A) je spiralna galaktika u zviježđu Teleskopu. Naknadno je utvrđeno da je NGC 6861A ista galaktika.

## Vanjske poveznice
- (engl.) SEDS: NGC 6851
- (engl.) Hartmut Frommert: Revidirani Novi opći katalog
- (engl.) Izvangalaktička baza podataka NASA-e i IPAC-a
- (engl.) Astronomska baza podataka SIMBAD
- (engl.) VizieR
- (engl.) Auke Slotegraaf: NGC 6851 Deep Sky Observer's Companion
- (engl.) Courtney Seligman: Objekti Novog općeg kataloga: NGC 6850 - 6899